# Trashed (canción)
"Trashed" es un sencillo del álbum Born Again de la banda británica Black Sabbath. Es la primera canción del álbum, y es cantada por el vocalista Ian Gillan (ex-Deep Purple). "Trashed" relata un episodio en el que Gillan, en estado de ebriedad, chocó el auto de Bill Ward.

## Lista de canciones del sencillo
1. "Trashed" – 3:56
2. "Zero The Hero" – 3:58

## Créditos
- Ian Gillan - voz
- Tony Iommi - guitarra
- Bill Ward - batería
- Geezer Butler - bajo